# Anuradhapura (distrikt)

Anuradhapuradistriktet inom Sri Lanka.

Anuradhapura är ett distrikt i Norra Centralprovinsen på Sri Lanka.
Distrikthuvudstaden är Anuradhapura som även är den största staden i distriktet. Historiskt var Polonnaruwa en viktig ort.